# Carlos Pérez
Carlos Pérez (Cangas, Pontevedra, 12 de abril de 1979) é um canoísta espanhol especialista em provas de velocidade.

## Carreira
Foi vencedor da medalha de ouro em K-2 500 m em Pequim 2008, junto com o colega de equipa Saúl Craviotto.